# Jean Voillot
Jean Voillot, né le 5 avril 1874 à Ternant (Nièvre) et mort le 18 février 1953 à Lyon (Rhône), est un homme politique français.

## Biographie
Jean Voillot est le fils d'un menuisier installé à Ternant qui lui apprend le métier ; il s'installe comme ouvrier menuisier à Lyon.
Il rejoint le syndicat des métiers du bois et le Parti ouvrier français vers 1893, et participe au congrès national de la Confédération générale du travail de 1901 à Lyon.
En mai 1904, il est élu conseiller municipal de Lyon dans l'équipe du maire Jean-Victor Augagneur. Il est un défenseur de la séparation de l'Église et de l’État.
En 1904, il représente le canton de Villeurbanne au conseil général du Rhône, soutient la création de la SFIO et rencontre Jean Jaurès.
Adhérent au parti ouvrier, membre de la SFIO en 1905, il est conseiller général du Rhône de 1904 à 1935, où il représente le canton de Villeurbanne, député de la 10e circonscription du Rhône (Villeurbanne et communes voisines) de 1914 à 1919, sénateur du Rhône de 1927 à 1936, siégeant au groupe socialiste.
Il est élu député au scrutin du 10 mai 1914. Son programme promet un rapprochement avec l'Allemagne, la limitation des armements, l'instauration d'habitations saines et à bon marché, la suppression du travail de nuit, la généralisation du travail de nuit, la retraite, la prise en charge du chômage, le droit de vote et la possibilité d'être élues pour les femmes.
Il se représente aux élections législatives de 1919, mais est battu. Il reste cependant conseiller général.
En 1927, il est élu sénateur du Rhône, ce qu'il restera jusqu'en 1936.
Il décède à Lyon le 18 février 1953.